# Esther Heesch
Esther Heesch (Lübeck, 6 de septiembre de 1996) es una modelo alemana.

## Carrera
Heesch fue descubierta en Hamburgo a la edad de 15 años por un cazatalentos de una agencia de modelos y firmó un contrato allí. Su avance se produjo a través de la empresa de ropa Christian Dior en París en julio de 2012.
Poco después, realizó cinco modelajes en la Semana de la Moda de Berlín. En 2012, apareció tres veces en la portada de la D-Magazine y una vez en la portada de la revista danesa Elle. 

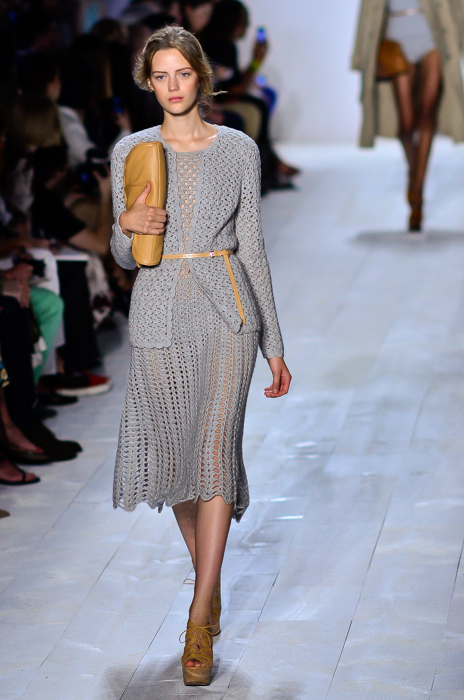
Esther Heesch modelando para Michael Kors en la campaña Primavera/Verano 2014.

En la primavera de 2013, realizó 55 espectáculos en las semanas internacionales de la moda en Nueva York, Milán y París y otros 44 en otoño de 2013. Entre otros, ha trabajado en numerosas cadenas de ropa como; Prada, Chanel, Calvin Klein, Valentino, Céline, Miu Miu, Chloé, Dolce & Gabbana, Loewe, Isabel Marant, Roland Mouret, Lanvin, Dries Van Noten, Salvatore Ferragamo, Emilio Pucci, Sonia Rykiel, Hermès, Armani Privé, Elie Saab, Alexander McQueen, Stella McCartney y Paco Rabanne.
Entre 2012 y 2013 apareció en varios editoriales de revistas, incluyendo Vogue en italiano, alemán, japonés y turco, además de Dazed & Confused, I-D, Interview y Vanity Fair.
Tuvo más compromisos en 2012 y 2013 para las campañas publicitarias de Chloé, Emporio Armani, Valentino y Closed. En 2014, fue el rostro de las campañas Tom Ford y Valentino Primavera/Verano 2014.

## Vida personal
La madre de Heesch es orfebre, su padre es médico. Ella tiene una hermana mayor y un hermano menor. Ha estado bailando ballet desde los 7 años. También le gusta surfear, viajar y la ciudad de Copenhague, de donde proviene la familia de su padre. 